# Capi di Stato della Jugoslavia
I capi di Stato della Jugoslavia dal 1918 (proclamazione del Regno dei Serbi, Croati e Sloveni) al 2006 (dissoluzione dell'Unione Statale di Serbia e Montenegro) furono i seguenti.

## Sovrani di Jugoslavia
| Regno dei Serbi, Croati e Sloveni (1918-1929) |  |                            |                  |                  |
|                                               |  | Pietro I di Serbia         | 1º dicembre 1918 | 16 agosto 1921   |
|                                               |  | Alessandro I di Jugoslavia | 16 agosto 1921   | 3 ottobre 1929   |
| Regno di Jugoslavia (1929-1945)               |  |                            |                  |                  |
|                                               |  | Alessandro I di Jugoslavia | 3 ottobre 1929   | 9 ottobre 1934   |
|                                               |  | Pietro II di Jugoslavia    | 9 ottobre 1934   | 29 novembre 1945 |

## Capi di Stato della Jugoslavia
| Capo di Stato | Capo di Stato                                 | Capo di Stato                 | Partito                                                | Inizio           | Fine            |
| --- | --------------------------------------------- | ----------------------------- | ------------------------------------------------------ | ---------------- | --------------- |
| Repubblica Socialista Federale di Jugoslavia (1945-1992)                                                           |                                               |                               |                                                        |                  |                 |
| Presidente della Presidenza dell'Assemblea popolare della Repubblica Federativa Popolare di Jugoslavia (1945-1953) |                                               |                               |                                                        |                  |                 |
| |                                               | Ivan Ribar                    | Lega dei Comunisti di Jugoslavia                       | 29 novembre 1945 | 14 gennaio 1953 |
| Presidente della Repubblica Socialista Federale di Jugoslavia (1953-1980)                                          |                                               |                               |                                                        |                  |                 |
| |                                               | Josip Broz Tito               | Lega dei Comunisti di Jugoslavia                       | 14 gennaio 1953  | 4 maggio 1980   |
| Presidente della Presidenza della Repubblica Socialista Federale di Jugoslavia (1980-1992)                         |                                               |                               |                                                        |                  |                 |
| |                                               | Lazar Koliševski              | Lega dei Comunisti di Jugoslavia                       | 4 maggio 1980    | 15 maggio 1980  |
| |                                               | Cvijetin Mijatović            | Lega dei Comunisti di Jugoslavia                       | 15 maggio 1980   | 15 maggio 1981  |
| |                                               | Sergej Kraigher               | Lega dei Comunisti di Jugoslavia                       | 15 maggio 1981   | 15 maggio 1982  |
| |                                               | Petar Stambolić               | Lega dei Comunisti di Jugoslavia                       | 15 maggio 1982   | 15 maggio 1983  |
| |                                               | Mika Špiljak                  | Lega dei Comunisti di Jugoslavia                       | 15 maggio 1983   | 15 maggio 1984  |
| |                                               | Veselin Đuranović             | Lega dei Comunisti di Jugoslavia                       | 15 maggio 1984   | 15 maggio 1985  |
| |                                               | Radovan Vlajković             | Lega dei Comunisti di Jugoslavia                       | 15 maggio 1985   | 15 maggio 1986  |
| |                                               | Sinan Hasani                  | Lega dei Comunisti di Jugoslavia                       | 15 maggio 1986   | 15 maggio 1987  |
| |                                               | Lazar Mojsov                  | Lega dei Comunisti di Jugoslavia                       | 15 maggio 1987   | 15 maggio 1988  |
| |                                               | Raif Dizdarević               | Lega dei Comunisti di Jugoslavia                       | 15 maggio 1988   | 15 maggio 1989  |
| |                                               | Janez Drnovšek                | Lega dei Comunisti di Jugoslavia fino al gennaio 1990) | 15 maggio 1989   | 15 maggio 1990  |
| | Partito Liberale (Slovenia) dal gennaio 1990) | Janez Drnovšek                |                                                        | 15 maggio 1989   | 15 maggio 1990  |
| |                                               | Borisav Jović                 | Partito Socialista di Serbia                           | 15 maggio 1990   | 15 maggio 1991  |
| |                                               | Sejdo Bajramović (ad interim) | Partito Socialista di Serbia                           | 15 maggio 1991   | 30 giugno 1991  |
| |                                               | Stjepan Mesić                 | Unione Democratica Croata                              | 30 giugno 1991   | 5 dicembre 1991 |
| |                                               | Branko Kostić (ad interim)    | Partito Democratico dei Socialisti del Montenegro      | 5 dicembre 1991  | 15 giugno 1992  |
| Repubblica Federale di Jugoslavia (1992-2003)                                                                      |                                               |                               |                                                        |                  |                 |
| |                                               | Dobrica Ćosić                 | Indipendente                                           | 15 giugno 1992   | 1º giugno 1993  |
| |                                               | Miloš Radulović (ad interim)  | Partito Democratico dei Socialisti del Montenegro      | 1º giugno 1993   | 25 giugno 1993  |
| |                                               | Zoran Lilić                   | Partito Socialista di Serbia                           | 25 giugno 1993   | 25 giugno 1997  |
| |                                               | Srđa Božović (ad interim)     | Partito Democratico dei Socialisti del Montenegro      | 25 giugno 1997   | 23 luglio 1997  |
| |                                               | Slobodan Milošević            | Partito Socialista di Serbia                           | 23 luglio 1997   | 7 ottobre 2000  |
| |                                               | Vojislav Koštunica            | Partito Democratico di Serbia                          | 7 ottobre 2000   | 7 marzo 2003    |
| Unione Statale di Serbia e Montenegro (2003-2006)                                                                  |                                               |                               |                                                        |                  |                 |
| |                                               | Svetozar Marović              | Partito Democratico dei Socialisti del Montenegro      | 7 marzo 2003     | 3 giugno 2006   |